# Euphorbia elegantissima
Euphorbia elegantissima es una especie fanerógama perteneciente a la familia de las euforbiáceas. Es endémica de Tanzania.  

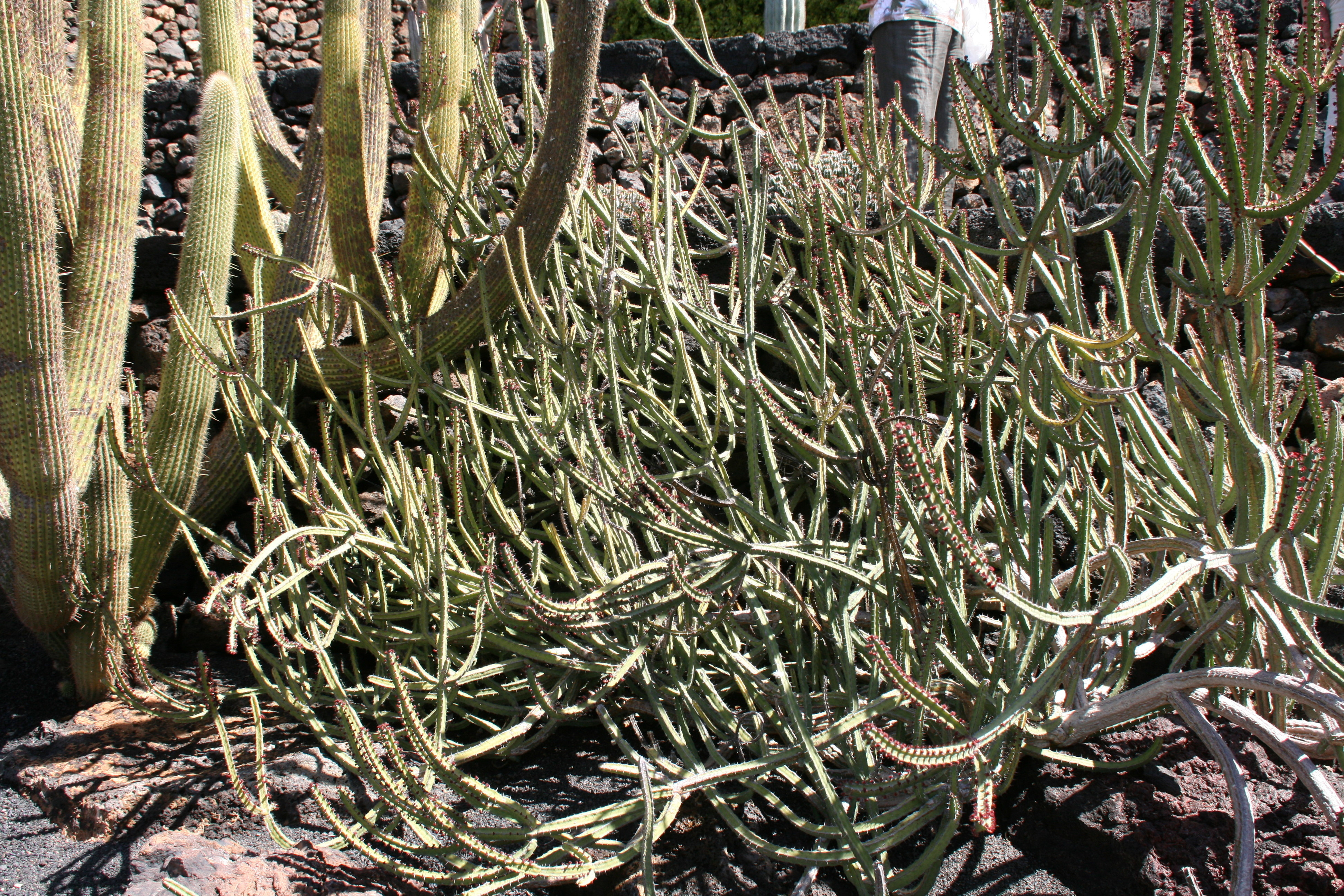
Vista de la planta

## Descripción
Es un arbusto  de tallo suculento, erecto o rastrero que llega a alcanazar los 3 m de altura, escasamente ramificado ± arriba; con ramas delgadas,  4 (-5) angulares, de 1-2 cm de espesor, los ángulos, sin dientes, y con espinas.

## Ecología
Se encuentra en el suelo rocoso con Acacia-Commiphora y matorrales suculentos, a una altitud de 1370-1550 metros.
Es una especie muy cercana a Euphorbia heterochroma.

## Taxonomía
Euphorbia elegantissima fue descrita por P.R.O.Bally & S.Carter y publicado en Kew Bulletin 29: 507. 1974.
Etimología
Euphorbia: nombre genérico que deriva del médico griego del rey Juba II de Mauritania (52 a 50 a. C. - 23), Euphorbus, en su honor – o en alusión a su gran vientre –  ya que usaba médicamente Euphorbia resinifera. En 1753 Carlos Linneo asignó el nombre a todo el género.
elegantissima: epíteto latino que significa "la más elegante".